# Associazione Sportiva Latina 1996 2004-2005
Questa pagina raccoglie le informazioni riguardanti l'Associazione Sportiva Latina 1996 nelle competizioni ufficiali della stagione 2004-2005.

## Rosa
| N. |                    | Ruolo | Calciatore                    |  |
| -- | ------------------ | ----- | ----------------------------- |  |
|    | Nigeria (bandiera) | A     | Kolavole Oyeola Agodirin      |  |
|    | Italia (bandiera)  | A     | Diego Albano                  |  |
|    | Albania (bandiera) | C     | Denis Boshnjaku               |  |
|    | Italia (bandiera)  | C     | Marco Caputi                  |  |
|    | Italia (bandiera)  | A     | Alessandro Chiurato           |  |
|    | Italia (bandiera)  | A     | Gasperino Cinelli             |  |
|    | Italia (bandiera)  | C     | Marcello Cocuzzi              |  |
|    | Italia (bandiera)  | P     | Ivano Cortelli                |  |
|    | Italia (bandiera)  | C     | Luigi Giovanni D'Aniello      |  |
|    | Italia (bandiera)  | P     | Giampaolo Di Magno            |  |
|    | Italia (bandiera)  | D     | Mauro Facci                   |  |
|    | Italia (bandiera)  | D     | Alessandro Farina             |  |
|    | Italia (bandiera)  | C     | Marco Fuoco                   |  |
|    | Italia (bandiera)  | C     | Vincenzo Patrick Guglielmelli |  |
|    | Italia (bandiera)  | C     | Alfonso Iennato               |  |
|    | Italia (bandiera)  | C     | Dario Latini                  |  |
|    | Italia (bandiera)  | C     | Dario Lenzini                 |  |
|    | Italia (bandiera)  | A     | Yuri Lubirati                 |  |
|    | Italia (bandiera)  | C     | Manolo Manoni                 |  |
|    | Italia (bandiera)  | C     | Marco Marchetti               |  |

| N. |                   | Ruolo | Calciatore          |
| -- | ----------------- | ----- | ------------------- |
|    | Italia (bandiera) | C     | Emanuele Martinelli |
|    | Italia (bandiera) | C     | Emanuele Matzuzzi   |
|    | Italia (bandiera) | D     | Eddy Mengo          |
|    | Italia (bandiera) | A     | Simone Miani        |
|    | Italia (bandiera) | D     | Davide Migliozzi    |
|    | Italia (bandiera) | P     | Damiano Milan       |
|    | Italia (bandiera) | D     | Marco Moretti       |
|    | Italia (bandiera) | P     | Federico Orlandi    |
|    | Italia (bandiera) | C     | Adriano Panepinto   |
|    | Italia (bandiera) | A     | Enea Parma          |
|    | Italia (bandiera) | C     | Carmine Passalacqua |
|    | Italia (bandiera) | C     | Simone Pesce        |
|    | Italia (bandiera) | A     | Enrico Polani       |
|    | Italia (bandiera) | A     | Davide Raffaello    |
|    | Italia (bandiera) | D     | Mirko Ruggiero      |
|    | Italia (bandiera) | D     | Giorgio Santarelli  |
|    | Italia (bandiera) | A     | Fabio Simonetti     |
|    | Italia (bandiera) | C     | Paolo Tarini        |
|    | Italia (bandiera) | D     | Danilo Vitali       |